# إيفاندر بيري وول
إيفاندر بيري وول (بالإنجليزية: Evander Berry Wall) هو نجم اجتماعي أمريكي، ولد في 1860 في نيويورك في الولايات المتحدة، وتوفي في 13 مايو 1940.